# Trattato di Ninfeo (1214)
Il Trattato di Ninfeo (in greco Συνθήκη του Νυμφαίου?) era un trattato di pace firmato nel dicembre 1214 tra l'impero di Nicea, stato successore dell'impero bizantino, e l'impero latino, fondato all'indomani della quarta crociata del 1204.

## Sfondo
In seguito alla Quarta Crociata, Baldovino IX di Fiandra fu eletto imperatore dell'Impero latino e gli fu riconosciuto di possedere non solo una porzione di Costantinopoli (il resto fu dato ai Veneziani), ma anche la regione nord-occidentale dell'Asia Minore, anche se il riconoscimento della sovranità non significava il controllo effettivo del territorio. Stava all'imperatore esercitare tale controllo, se necessario con la forza delle armi. Dopo la quarta crociata, Baldovino fu occupato con gli eventi in Tracia e fu poi fatto prigioniero dai bulgari nella battaglia di Adrianopoli nell'aprile 1205. L'Asia Minore fu per il momento ignorata dai latini, dando così un respiro a Teodoro Lascaris, che si era dichiarato imperatore e aveva sede a Nicea, per consolidare il suo potere e concentrare la sua attenzione sul Sultanato di Rûm durante questo periodo.
Il fratello di Baldovino, Enrico, conquistò l'Impero latino e iniziò le operazioni contro l'Impero di Nicea alla fine del 1206, ma questi furono solo impegni minori fino a quando Enrico concentrò la sua attenzione nel 1211. Il 15 ottobre di quell'anno, Enrico vinse un grande vittoria sul fiume Rhyndacus e spinse in avanti su Pergamo e Ninfeo, ma la guerriglia da parte di Teodoro limitò gli ulteriori progressi di Enrico.  A causa dell'esaurimento di entrambe le parti, il Trattato di Ninfeo fu firmato tra i due imperatori, fermando l'avanzata latina in Asia Minore. I possedimenti latini erano confinati nella parte nord-occidentale dell'Anatolia, comprendendo le coste della Bitinia e la maggior parte della Misia.

## Conseguenze
Sebbene entrambe le parti avrebbero continuato a combattere per gli anni a venire, ci furono alcune importanti conseguenze di questo trattato. In primo luogo, il trattato di pace sancì il riconoscimento reciproco di entrambe le parti, poiché nessuna delle due era abbastanza forte da distruggere l'altra. La seconda conseguenza del trattato fu che Davide I Comneno, che era stato vassallo di Enrico e che aveva condotto la propria guerra contro Nicea con l'appoggio dell'Impero latino, perse effettivamente quel sostegno. Teodoro fu così in grado di annettere tutte le terre di Davide a ovest di Sinope alla fine del 1214, ottenendo l'accesso al Mar Nero. La terza conseguenza fu che Teodoro era ora libero di muovere guerra contro i Selgiuchidi senza la distrazione dei latini per il momento. Nicea riuscì a consolidare la propria frontiera orientale per il resto del secolo. 
Ulteriori sviluppi si ebbero alla morte, avvenuta nel 1221, di Teodoro I Lascaris. In seguito all'ascesa al trono del genero di questi, Giovanni III Vatatze, si manifestò una guerra civile. I fratelli di Teodoro, Alessio e Isacco Lascaris iniziarono la guerra contro Giovanni III, trovando l'appoggio del sovrano latino di Costantinopoli Roberto di Courtenay. Sul finire del 1223 o agli inizi del 1224 le forze contrapposte si scontrarono in Asia Minore a Poimanenon. La battaglia di Poimanenon terminò con una schiacciante vittoria dell'Impero di Nicea. Il trattato di pace firmato nel 1225 ridusse i territori latini in Asia Minore effettivamente alla sola Nicomedia e aree limitrofe.